# Granozzo con Monticello
Granozzo con Monticello là một đô thị ở tỉnh Novara ở vùng Piedmont của Ý, tọa lạc cách 80 kilometres về phía đông bắc của Torino và khoảng 10 km về phía tây nam của Novara. Vào 31 December, 2004, đô thị này có dân số 1.274 người và diện tích là 19,5 km².
Granozzo con Monticello giáp các đô thị: Casalino, Confienza, Nibbiola, Novara, và Vespolate.